# گادومیتس-پرونگه
گادومیتس-پرونگه (به لهستانی:  Gadomiec-Peronie) یک روستا در لهستان است که در گمینا خوژله واقع شده‌است.